# Myriocarpa obovata
Myriocarpa obovata är en nässelväxtart som beskrevs av Donn. Smith. Myriocarpa obovata ingår i släktet Myriocarpa och familjen nässelväxter. Inga underarter finns listade i Catalogue of Life.